# Lita på mig!
Lita på mig! är en svensk miniserie från 1981 i fyra delar som sändes på SVT 1. Seriens manus och sångtexter skrevs av Peter Ström, Hans Klinga var regissör och Anders Berglund komponerade musiken.

## Roller
| Gösta Bernhard             | – Gustaf Palmén    |
| Siv Ericks                 | – Britta Palmén    |
| Eva Bysing                 | – Astrid Lindström |
| Berit Carlberg             | – grevinna         |
| Nils Eklund                | – George           |
| Per Grundén                | – Axelsson         |
| Lena-Maria Gårdenäs-Lawton | – Kristina Palmén  |
| Peter Harryson             | – Alfons           |
| Rut Hoffsten               | – Elsie            |
| Sture Hovstadius           | – Paulus           |
| Sven Lindberg              | – Fanny            |
| Per Mattsson               | – tidningsbud      |
| Anita Molander             | – Veronica         |
| Fredrik Ohlsson            | – löjtnant         |
| Göran Thorell              | – Lasse Palmén     |

## Avsnitt
| Avsnittsnummer | Sändningsdatum    |
| -------------- | ----------------- |
| 1              | 19 september 1981 |
| 2              | 26 september 1981 |
| 3              | 3 oktober 1981    |
| 4              | 10 oktober 1981   |